# L'Aventurier (film, 1924)
Pour les articles homonymes, voir L'Aventurier.
Pour plus de détails, voir Fiche technique et Distribution.
L'Aventurier est un film français de Maurice Mariaud et Louis Osmont sorti en 1924.

## Synopsis
La ferme d'Étienne en Afrique, au bord du désert, est attaquée par des Arabes. Il revient dans sa famille en France.

## Fiche technique
- Réalisation : Maurice Mariaud et Louis Osmont
- Scénario : d'après la pièce éponyme d'Alfred Capus (créée en 1910 au théâtre de la Porte Saint-Martin[1])
- Production :  Films de France
- Photographie : Willy Faktorovitch, Karémine Mérobian
- Pays de production :  France
- Genre : Drame
- Métrage : 2 100 m[1]
- Date de sortie : 
  - France : 17 octobre 1924

## Distribution
- Jean Angelo : Étienne Ranson
- Monique Chrysès : Marthe Guéroy
- Georges Deneubourg : Guéroy père
- Paul Guidé : Jacques Guéroy
- Jeanne Helbling : Geneviève
- Andrée Valois : Lucienne
- Mathilde Alberti : Baronne de Lussan